# Axelle Gachet-Mollaret
Axelle Gachet-Mollaret (Annecy, 3 settembre 1992) è una scialpinista e fondista di corsa in montagna francese, membro della nazionale francese di sci alpinismo.

## Biografia
Axelle Mollaret è nata e cresciuta a Annecy, nel dipartimento dell'Alta Savoia.
All'età di 11 anni, seguendo le orme dei genitori, inizia a praticare lo scialpinismo e nel 2008 prende parte alle prime competizioni.
Nel 2012, a 20 anni, entra a far parte della nazionale senior francese di sci alpinismo, dopo aver già fatto parte, negli anni precedenti, della rappresentativa junior.
Dopo il matrimonio con lo scialpinista francese Xavier Gachet, prende il cognome Gachet-Mollaret. Dalla coppia sono nati due figli, Similien nell'agosto 2020 e Lisa nel novembre 2023.

## Palmarès

### Mondiali
| Anno | Sede                       | Data             | Categoria | Tipologia       | Risultato   | Note                           |
| ---- | -------------------------- | ---------------- | --------- | --------------- | ----------- | ------------------------------ |
| 2010 | Canillo                    | 1 marzo 2010     | Junior    | Vertical        | 4ª          | [ 4 ]                          |
| 2010 | Canillo                    | 4 marzo 2010     | Junior    | Individuale     | Bronzo      | [ 4 ]                          |
| 2011 | Claut                      | 21 febbraio 2011 | Junior    | Individuale     | Oro         | [ 4 ]                          |
| 2011 | Claut                      | 22 febbraio 2011 | Junior    | Vertical        | Oro         | [ 4 ]                          |
| 2013 | Pelvoux                    | 12 febbraio 2013 | Senior    | Individuale     | Argento     | Oro nella classifica U23       |
| 2013 | Pelvoux                    | 14 febbraio 2013 | Senior    | Vertical        | 7ª          | Oro nella classifica U23       |
| 2015 | Verbier                    | 6 febbraio 2015  | Senior    | Sprint          | Non partita | [ 4 ]                          |
| 2015 | Verbier                    | 7 febbraio 2015  | Senior    | Vertical        | 4ª          | Oro nella classifica U23       |
| 2015 | Verbier                    | 9 febbraio 2015  | Senior    | Individuale     | Argento     | Oro nella classifica U23       |
| 2015 | Verbier                    | 11 febbraio 2015 | Senior    | Team            | Oro         | con Laetitia Roux              |
| 2017 | Alpago-Piancavallo         | 23 febbraio 2017 | Senior    | Team            | Oro         | con Lorna Bonnel               |
| 2017 | Alpago-Piancavallo         | 24 febbraio 2017 | Senior    | Individuale     | Bronzo      | [ 4 ]                          |
| 2017 | Alpago-Piancavallo         | 28 febbraio 2017 | Senior    | Sprint          | Non partita | [ 4 ]                          |
| 2017 | Alpago-Piancavallo         | 1 marzo 2017     | Senior    | Vertical        | Bronzo      | [ 4 ]                          |
| 2019 | Villars-sur-Ollon          | 12 marzo 2019    | Senior    | Individuale     | Oro         | [ 4 ]                          |
| 2019 | Villars-sur-Ollon          | 13 marzo 2019    | Senior    | Vertical        | Argento     | [ 4 ]                          |
| 2019 | Villars-sur-Ollon          | 15 marzo 2019    | Senior    | Team            | Oro         | con Lorna Bonnel               |
| 2019 | Villars-sur-Ollon          | 16 marzo 2019    | Senior    | Team            | Oro         | con Léna Bonnel e Lorna Bonnel |
| 2021 | Coma Pedrosa               | 3 marzo 2021     | Senior    | Staffetta       | Argento     | con Léna Bonnel e Emily Harrop |
| 2021 | Coma Pedrosa               | 4 marzo 2021     | Senior    | Vertical        | Oro         | [ 4 ]                          |
| 2021 | Coma Pedrosa               | 6 marzo 2021     | Senior    | Individuale     | Oro         | [ 4 ]                          |
| 2023 | Boí Taüll                  | 1 marzo 2023     | Senior    | Vertical        | Oro         | [ 5 ]                          |
| 2023 | Boí Taüll                  | 2 marzo 2023     | Senior    | Team            | Oro         | con Emily Harrop               |
| 2023 | Boí Taüll                  | 4 marzo 2023     | Senior    | Individuale     | Oro         | [ 7 ]                          |
| 2023 | Boí Taüll                  | 5 marzo 2023     | Senior    | Staffetta mista | Bronzo      | con Robin Galindo              |
| 2025 | Morgins (Portes du Soleil) | 4 marzo 2025     | Senior    | Vertical        | Oro         | [ 9 ]                          |
| 2025 | Morgins (Portes du Soleil) | 7 marzo 2025     | Senior    | Individuale     | Argento     | [ 10 ]                         |
| 2025 | Morgins (Portes du Soleil) | 8 marzo 2025     | Senior    | Team            | Oro         | con Célia Perillat-Pessey      |

### Europei
| Anno | Sede           | Data             | Categoria | Tipologia       | Risultato | Note                     |
| ---- | -------------- | ---------------- | --------- | --------------- | --------- | ------------------------ |
| 2012 | Pelvoux        | 6 febbraio 2012  | Junior    | Sprint          | Oro       | [ 12 ]                   |
| 2012 | Pelvoux        | 7 febbraio 2012  | Junior    | Individuale     | Argento   | [ 13 ]                   |
| 2012 | Pelvoux        | 9 febbraio 2012  | Junior    | Vertical        | Oro       | [ 14 ]                   |
| 2014 | Arcalis Ordino | 14 febbraio 2014 | Senior    | Vertical        | 6ª        | Oro nella classifica U23 |
| 2014 | Arcalis Ordino | 16 febbraio 2014 | Senior    | Individuale     | Bronzo    | Oro nella classifica U23 |
| 2018 | Nicolosi       | 22 febbraio 2018 | Senior    | Sprint          | 7ª        | [ 4 ]                    |
| 2018 | Nicolosi       | 24 febbraio 2018 | Senior    | Individuale     | Oro       | [ 4 ]                    |
| 2018 | Nicolosi       | 25 febbraio 2018 | Senior    | Vertical        | Oro       | [ 4 ]                    |
| 2022 | Boí Taüll      | 10 febbraio 2022 | Senior    | Vertical        | Oro       | [ 4 ]                    |
| 2022 | Boí Taüll      | 12 febbraio 2022 | Senior    | Individuale     | Oro       | [ 4 ]                    |
| 2022 | Boí Taüll      | 13 febbraio 2022 | Senior    | Staffetta mista | 6ª        | con Xavier Gachet        |

### Coppa del Mondo di sci alpinismo
- Vincitrice della Coppa del Mondo nel 2018
- podi
  - 42 vittorie
  - secondi posti
  - terzi posti

#### Coppa del Mondo - vittorie
| Data             | Luogo        | Paese       | Spec. |
| ---------------- | ------------ | ----------- | ----- |
| 15 dicembre 2024 | Courchevel   | Francia     | VE    |
| 11 gennaio 2025  | Shahdag      | Azerbaigian | VE    |
| 13 gennaio 2025  | Shahdag      | Azerbaigian | IN    |
| 25 gennaio 2025  | Arinsal      | Andorra     | IN    |
| 20 marzo 2025    | Val Martello | Italia      | IN    |
| 10 aprile 2025   | Tromso       | Norvegia    | VE    |
| 13 aprile 2025   | Tromso       | Norvegia    | IN    |

## Altre competizioni internazionali
2013
- Argento alla Pierra Menta, in team con  Elena Nicolini
- Argento all'Adamello Ski Raid, in team con  Jennifer Sévennec

2014
- Argento alla Pierra Menta, in team con  Emilie Gex-Fabry
- Bronzo al Tour du Rutor, in team con  Jennifer Sévennec

2015
- Argento alla Pierra Menta, in team con  Emelie Forsberg
- Argento all'Adamello Ski Raid, in team con  Emelie Forsberg
- Oro al Trofeo Mezzalama, in team con  Emelie Forsberg e  Jennifer Sévennec

2016
- Oro alla Pierra Menta, in team con  Laetitia Roux
- Oro al Tour du Rutor, in team con  Laetitia Roux

2017
- Bronzo alla Pierra Menta, in team con  Lorna Bonnel
- Oro all'Adamello Ski Raid, in team con  Jennifer Sévennec
- Argento al Trofeo Mezzalama, in team con  Alba De Silvestro e  Katia Tomatis

2018
- Argento all'Altitoy-Ternua, in team con  Jennifer Sévennec
- Oro alla Pierra Menta, in team con  Katia Tomatis
- Oro al Tour du Rutor, in team con  Jennifer Sévennec
- Oro alla Patrouille des Glaciers (Zermatt), in team con  Laetitia Roux e  Jennifer Sévennec

2019
- Oro al Trofeo Mezzalama, in team con  Lorna Bonnel e  Alba De Silvestro
- Oro alla Défi du CMSAB

2020
- Oro alla Défi du CMSAB

2021
- Oro alla Défi du CMSAB

2022
- Oro alla Pierra Menta, in team con  Tove Alexandersson
- Oro al Tour du Rutor, in team con  Emily Harrop
- Oro alla Défi du CMSAB

2023
- Oro alla Pierra Menta, in team con  Emily Harrop
- Oro all'Adamello Ski Raid, in team con  Emily Harrop

2024
- Oro alla Pierra Menta, in team con  Emily Harrop

2025
- Oro alla Pierra Menta, in team con  Lorna Bonnel
- Oro alla Serre che Glacier, in team con  Sophie Mollard
- Oro al Trofeo Mezzalama, in team con  Emily Harrop